# Porvoon Butchers

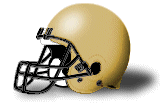
casco dei Porvoon Butchers

I Porvoon Butchers sono una squadra di football americano di Porvoo, in Finlandia; fondati nel 1986, hanno vinto 7 titoli nazionali e 2 titoli di seconda divisione.

## Dettaglio stagioni

### Tornei nazionali

#### Campionato

##### Vaahteraliiga
| Stagione | regular season | regular season | regular season | regular season | regular season | regular season | playoff | playoff | playoff | playoff | playoff | playoff    | playoff              |
|          | Vin            | Par            | Per            | Tot            | PF             | PS             | Vin     | Per     | Tot     | PF      | PS      | risultato  | avversaria           |
| -------- | -------------- | -------------- | -------------- | -------------- | -------------- | -------------- | ------- | ------- | ------- | ------- | ------- | ---------- | -------------------- |
| 1998     | 4              | 0              | 6              | 10             | 245            | 245            | -       | -       | -       | -       | -       | -          | -                    |
| 2013     | 5              | 0              | 5              | 10             | 282            | 286            | -       | -       | -       | -       | -       | -          | -                    |
| 2014     | 5              | 0              | 5              | 10             | 325            | 297            | 0       | 1       | 1       | 0       | 32      | Semifinale | Helsinki Roosters    |
| 2015     | 4              | 0              | 6              | 10             | 235            | 279            | -       | -       | -       | -       | -       | -          | -                    |
| 2016     | 2              | 0              | 10             | 12             | 213            | 418            | -       | -       | -       | -       | -       | -          | -                    |
| 2017     | 6              | 0              | 6              | 12             | 321            | 263            | 0       | 1       | 1       | 13      | 41      | Semifinale | Helsinki Roosters    |
| 2018     | 3              | 0              | 7              | 10             | 181            | 281            | 0       | 1       | 1       | 7       | 47      | Semifinale | Helsinki Roosters    |
| 2019     | 4              | 0              | 8              | 12             | 334            | 478            | -       | -       | -       | -       | -       | -          | -                    |
| 2020     | 0              | 0              | 5              | 5              | 87             | 230            | -       | -       | -       | -       | -       | -          | -                    |
| 2021     | 5              | 0              | 3              | 8              | 213            | 218            | 0       | 1       | 1       | 7       | 49      | Semifinale | Helsinki Roosters    |
| 2022     | 4              | 0              | 8              | 12             | 312            | 394            | -       | -       | -       | -       | -       | -          | -                    |
| 2023     | 8              | 0              | 4              | 12             | 411            | 297            | 2       | 0       | 2       | 51      | 21      | Campioni   | Seinäjoki Crocodiles |
| 2024     | 8              | 0              | 4              | 12             | 379            | 155            | 0       | 1       | 1       | 14      | 41      | Semifinale | Helsinki Roosters    |
| Totale   | 58             | 0              | 77             | 135            | 3537           | 3841           | 2       | 5       | 7       | 92      | 231     |            |                      |

Fonti: Enciclopedia del Football - A cura di Massimo Mezzetti

##### Naisten I-divisioona
| Stagione | regular season | regular season | regular season | regular season | regular season | regular season | playoff | playoff | playoff | playoff | playoff | playoff     | playoff         |
|          | Vin            | Par            | Per            | Tot            | PF             | PS             | Vin     | Per     | Tot     | PF      | PS      | risultato   | avversaria      |
| -------- | -------------- | -------------- | -------------- | -------------- | -------------- | -------------- | ------- | ------- | ------- | ------- | ------- | ----------- | --------------- |
| 2013     | 5              | 0              | 3              | 8              | 212            | 130            | 1       | 0       | 1       | 34      | 12      | Campionesse | Joensuu Wolves  |
| 2014     | 4              | 0              | 3              | 7              | 148            | 166            | 0       | 1       | 1       | 26      | 41      | Semifinale  | Kuopio Steelers |
| 2015     | 4              | 0              | 4              | 8              | 274            | 148            | -       | -       | -       | -       | -       | -           | -               |
| 2016     | 4              | 0              | 4              | 8              | 183            | 146            | -       | -       | -       | -       | -       | -           | -               |
| Totale   | 17             | 0              | 14             | 31             | 817            | 590            | 1       | 1       | 2       | 60      | 53      |             |                 |

Fonti: Enciclopedia del Football - A cura di Massimo Mezzetti

##### II-divisioona
| Stagione | regular season | regular season | regular season | regular season | regular season | regular season | playoff | playoff | playoff | playoff | playoff | playoff    | playoff           |
|          | Vin            | Par            | Per            | Tot            | PF             | PS             | Vin     | Per     | Tot     | PF      | PS      | risultato  | avversaria        |
| -------- | -------------- | -------------- | -------------- | -------------- | -------------- | -------------- | ------- | ------- | ------- | ------- | ------- | ---------- | ----------------- |
| 2019     | 7              | 0              | 0              | 7              | 260            | 49             | 1       | 1       | 2       | 58      | 43      | Rautamalja | Rovaniemi Nordmen |
| Totale   | 7              | 0              | 0              | 7              | 260            | 49             | 1       | 1       | 2       | 58      | 43      |            |                   |

Fonti: Enciclopedia del Football - A cura di Massimo Mezzetti

##### Naisten II-divisioona
| Stagione | regular season | regular season | regular season | regular season | regular season | regular season | playoff | playoff | playoff | playoff | playoff | playoff     | playoff            |
|          | Vin            | Par            | Per            | Tot            | PF             | PS             | Vin     | Per     | Tot     | PF      | PS      | risultato   | avversaria         |
| -------- | -------------- | -------------- | -------------- | -------------- | -------------- | -------------- | ------- | ------- | ------- | ------- | ------- | ----------- | ------------------ |
| 2017     | 5              | 0              | 2              | 7              | 199            | 124            | 0       | 1       | 1       | 6       | 30      | Semifinale  | Lohja Lionesses    |
| 2021     | 1              | 0              | 1              | 2              | 50             | 48             | 0       | 1       | 1       | 26      | 60      | Finale      | Hämeenlinna Tigers |
| 2022     | 4              | 0              | 0              | 4              | 220            | 24             | 1       | 0       | 1       | 28      | 0       | Campionesse | Hämeenlinna Tigers |
| Totale   | 10             | 0              | 3              | 13             | 469            | 196            | 1       | 2       | 3       | 60      | 90      |             |                    |

Fonti: Enciclopedia del Football - A cura di Massimo Mezzetti

##### III-divisioona (a 7 giocatori)
| Stagione | regular season | regular season | regular season | regular season | regular season | regular season | playoff | playoff | playoff | playoff | playoff | playoff   | playoff        |
|          | Vin            | Par            | Per            | Tot            | PF             | PS             | Vin     | Per     | Tot     | PF      | PS      | risultato | avversaria     |
| -------- | -------------- | -------------- | -------------- | -------------- | -------------- | -------------- | ------- | ------- | ------- | ------- | ------- | --------- | -------------- |
| 2022     | 4              | 0              | 0              | 4              | 160            | 6              | 2       | 0       | 2       | 72      | 20      | Campioni  | Joensuu Wolves |
| 2023     | 4              | 0              | 0              | 4              | 124            | 32             | 2       | 0       | 2       | 76      | 24      | Campioni  | Joensuu Wolves |
| 2024     | 6              | 0              | 0              | 6              | 348            | 50             | 2       | 0       | 2       | 106     | 22      | Campioni  | Joensuu Wolves |
| Totale   | 14             | 0              | 0              | 14             | 632            | 88             | 6       | 0       | 6       | 254     | 66      |           |                |

Fonti: Enciclopedia del Football - A cura di Massimo Mezzetti

### Tornei internazionali

#### European Football League (1986-2013)
| Stagione | regular season | regular season | regular season | regular season | regular season | regular season | playoff | playoff | playoff | playoff | playoff | playoff          | playoff       |
|          | Vin            | Par            | Per            | Tot            | PF             | PS             | Vin     | Per     | Tot     | PF      | PS      | risultato        | avversaria    |
| -------- | -------------- | -------------- | -------------- | -------------- | -------------- | -------------- | ------- | ------- | ------- | ------- | ------- | ---------------- | ------------- |
| 2007     | 1              | 0              | 1              | 2              | 41             | 45             | -       | -       | -       | -       | -       | -                | -             |
| 2009     | 2              | 0              | 0              | 2              | 49             | 13             | 1       | 1       | 2       | 40      | 52      | Semifinale       | Tirol Raiders |
| 2010     | -              | -              | -              | -              | -              | -              | 0       | 1       | 1       | 16      | 47      | Quarti di finale | Berlin Adler  |
| Totale   | 3              | 0              | 1              | 4              | 90             | 58             | 1       | 2       | 3       | 56      | 99      |                  |               |

Fonti: Enciclopedia del Football - A cura di Massimo Mezzetti

### Riepilogo fasi finali disputate
| Anno              | Luogo       | Evento                | Fase del torneo  | Incontro                                | Risultato |
| 13 giugno 2009    | Innsbruck   | EFL                   | Semifinale       | Tirol Raiders - Porvoon Butchers        | 31 - 13   |
| 15 maggio 2010    |             | EFL                   | Quarti di finale | Porvoon Butchers - Berlin Adler         | 16 - 47   |
| 10 agosto 2013    | Porvoo      | Naisten I-divisioona  | Finale           | Porvoon Butchers - Joensuu Wolves       | 34 - 12   |
| 3 agosto 2014     | Kuopio      | Naisten I-divisioona  | Semifinale       | Kuopio Steelers - Porvoon Butchers      | 41 - 26   |
| 27 agosto 2017    | Vantaa      | Vaahteraliiga         | Semifinale       | Helsinki Roosters - Porvoon Butchers    | 41 - 13   |
| 13 agosto 2017    | Lohja       | Naisten II-divisioona | Semifinale       | Lohja Lionesses - Porvoon Butchers      | 30 - 6    |
| 6 settembre 2014  | Helsinki    | Vaahteraliiga         | Semifinale       | Helsinki Roosters - Porvoon Butchers    | 32 - 0    |
| 8 settembre 2018  | Helsinki    | Vaahteraliiga         | Semifinale       | Helsinki Roosters - Porvoon Butchers    | 47 - 7    |
| 7 settembre 2019  | Rovaniemi   | II-divisioona         | Rautamalja       | Rovaniemi Nordmen - Porvoon Teurastajat | 28 - 6    |
| 4 settembre 2021  | Helsinki    | Vaahteraliiga         | Semifinale       | Helsinki Roosters - Porvoon Butchers    | 49 - 7    |
| 8 agosto 2021     | Hämeenlinna | Naisten II-divisioona | Finale           | Hämeenlinna Tigers - Porvoon Butchers   | 60 - 26   |
| 17 luglio 2022    | Porvoo      | Naisten II-divisioona | Finale           | Porvoon Butchers - Hämeenlinna Tigers   | 28 - 0    |
| 13 agosto 2022    | Porvoo      | III-divisioona        | Äijämalja        | Porvoon Teurastajat - Joensuu Wolves    | 38 - 14   |
| 26 agosto 2023    | Porvoo      | III-divisioona        | Äijämalja        | Porvoon Butchers II - Joensuu Wolves    | 38 - 0    |
| 9 settembre 2023  | Seinäjoki   | Vaahteraliiga         | Vaahteramalja    | Seinäjoki Crocodiles - Porvoon Butchers | 7 - 27    |
| 25 agosto 2024    | Porvoo      | III-divisioona        | Äijämalja        | Porvoon Teurastajat - Joensuu Wolves    | 42 - 16   |
| 1º settembre 2024 | Helsinki    | Vaahteraliiga         | Semifinale       | Helsinki Roosters - Porvoon Butchers    | 41 - 14   |

## Palmarès
- 7 Vaahteramalja (2005, 2006, 2007, 2008, 2009, 2010, 2023)
- 2 Spaghettimaljn (1990, 2001)
- 2 Naisten I-divisioona (2005, 2013)
- 1 Rautamalja (1987)
- 1 Naisten II-divisioona (2022)
- 3 Äijämalja (2022[2], 2023[3], 2024[2])
- 5 Campionati Under-19 a 11 (1998, 2010, 2011 2015, 2016)
- 5 Campionati Under-17 a 11 (2004, 2008, 2010, 2011, 2015)
- 3 Campionati Under-15 a 9 (2005, 2007, 2009)